# Henryk Tomczak
Henryk Tomczak (ur. 13 czerwca 1949 w Czempiniu) – polski muzyk rockowy, wywodzący się z poznańskiego środowiska muzycznego.

## Kariera
Zaczynał od gry na akordeonie. Gitarzysta basowy grup: Manufaktura Czterech Dyrektorów (trio działające w latach 1968-1969 pod kierownictwem Piotra Kuźniaka – perkusistą zespołu był Janusz Maślak), Stress  i Heam. Założyciel Turbo i Non Iron. Współzałożyciel zespołu rockowego Izotop, który występował m.in. na zlotach harleyowców oraz na Przystanku Woodstock. W grudniu 2010 roku muzyk pojawił się w poznańskim klubie Blue Note na jubileuszu z okazji trzydziestolecia heavymetalowej formacji Turbo.

## Dyskografia
Z zespołem Stress:
- 2008 – Grupa Stress. Nagrania radiowe z lat 1972–1979 (Polskie Radio)

Z zespołem Turbo:
- 1980 – W środku tej ciszy / Byłem z tobą tyle lat (Tonpress) (singiel)[5]
- 1990 – 1980–1990  (Tonpress) (kompilacja)[10]
- 2008 – Anthology 1980–2008: Taka właśnie jest muzyka (Metal Mind Productions)

Z zespołem Non Iron:
- 1987 – Non Iron (Live)
- 1989 – Innym niepotrzebni (Veriton)
- 1990 – Candles And Rain (Polskie Nagrania')
- 1991 – 91 (Polton)
- 2023 - nie wszystko można mieć - antologia

Z zespołem Izotop:
- 2010 – Izotop (?)[6]